# ميدان صفرا

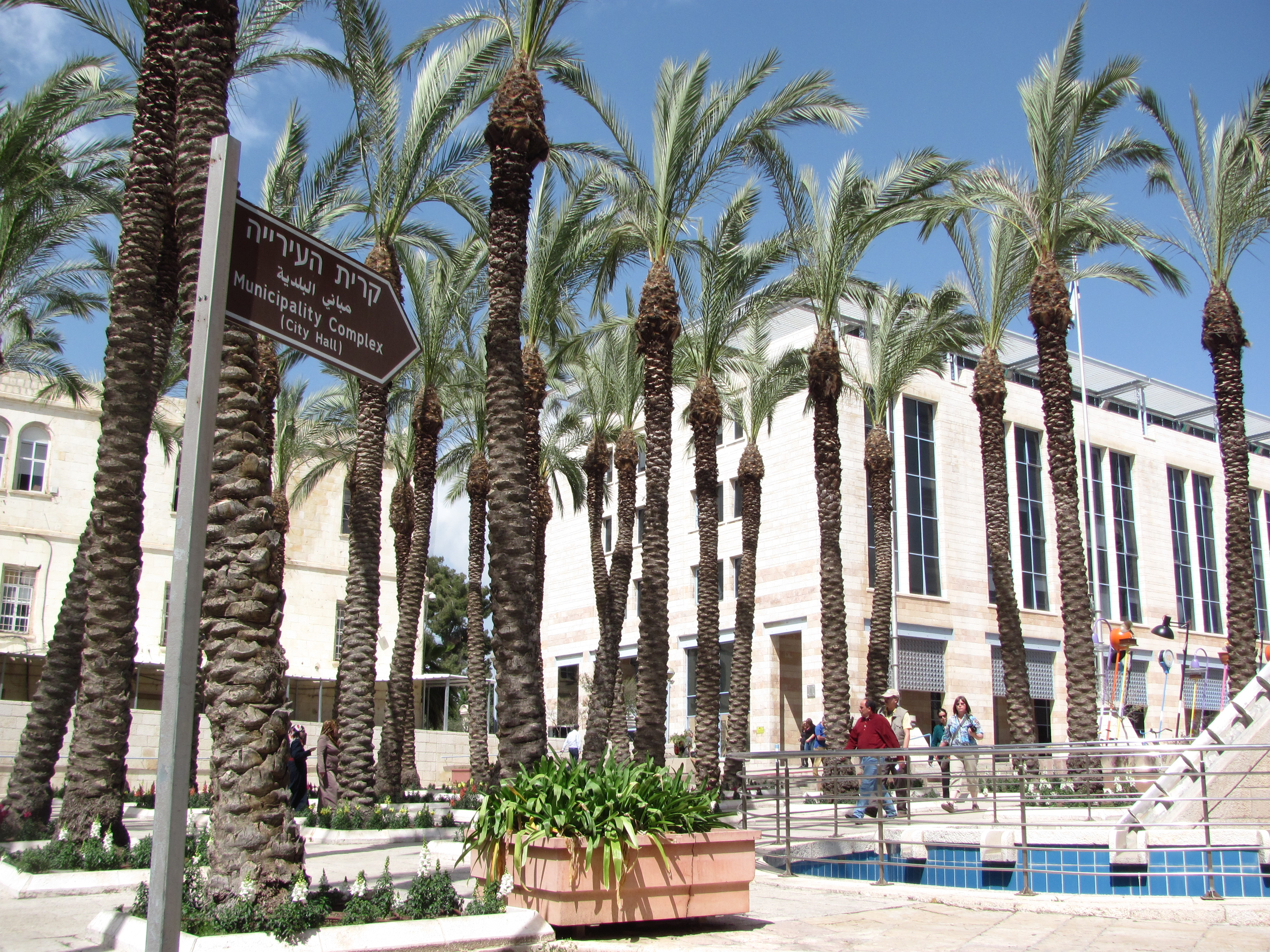
ساحة الصفرا مع أشجار النخيل ومبنى البلدية في الخلفية، يمين

ميدان صفرا (بالعبرية: כיכר ספרא ، كيكار صفرا‏) ساحة في مدينة القدس المحتلة في القدس الغربية وجزء من شارع يافا، وهي أيضاً مجمّع لبلدية القدس وتضم مبنى إدارة بلدية القدس. يقع ميدان الصفرا في الجزء الأوسط من المدينة، على خط التماس السابق بين القدس الشرقية والغربية، تم تسميته نسبة إلى عائلة صفرا اليهودية الثرية وتم افتتاح المجمع الإداري بما في ذلك الساحة في عام 1993.

## اسم

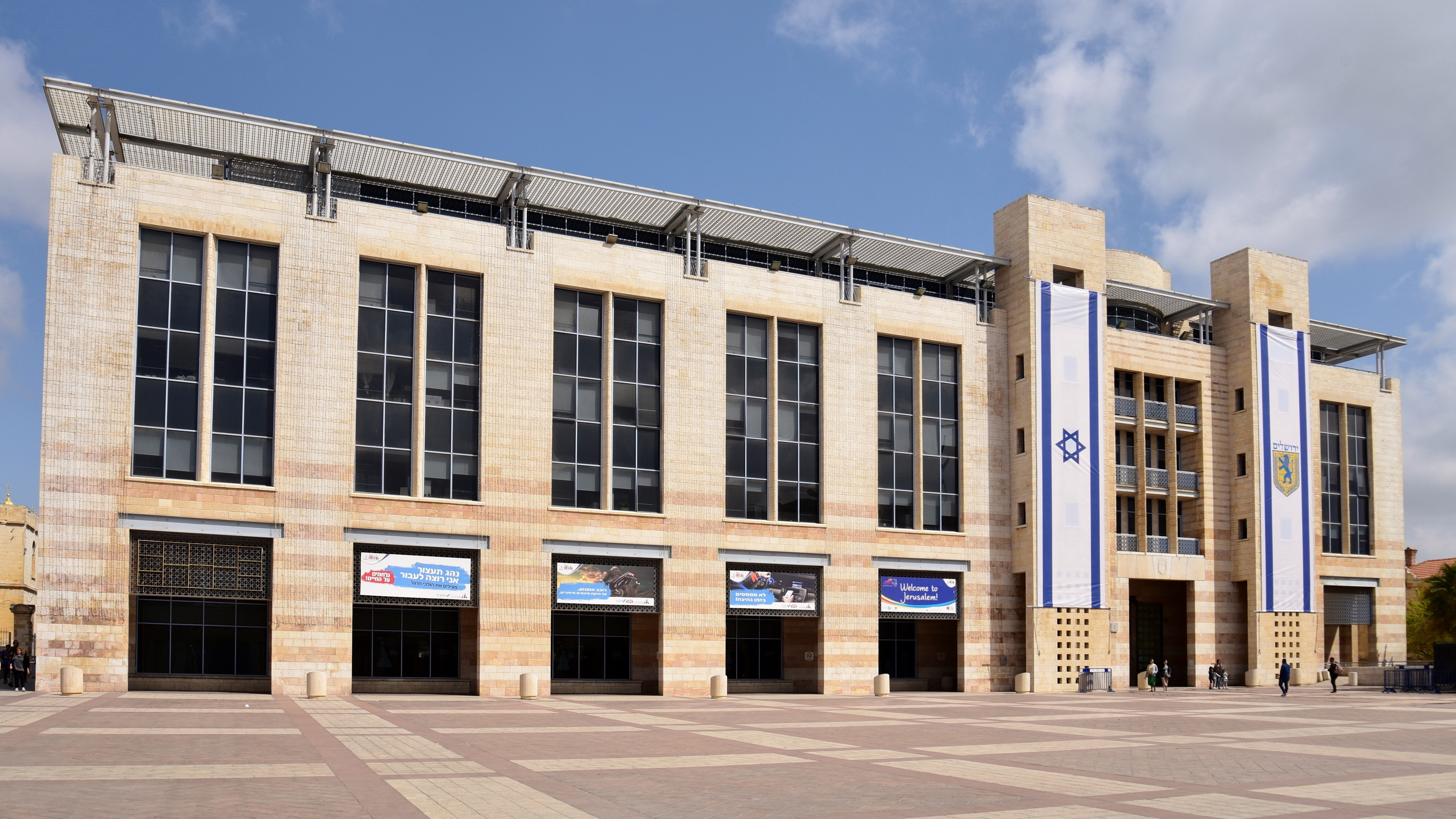
بلدية القدس في ساحة الصفرة.

سميت الساحة باسم المصرفي الثري اليهودي السوري اللبناني يعقوب صفرا (1891-1963) وزوجته إستير، والدا إدموند صفرا.  (1932-1999)، حيث كان أحد المساهمين الرئيسيين في الصندوق الذي أعاد بناء منطقة وسط مدينة القدس.

## الموقع

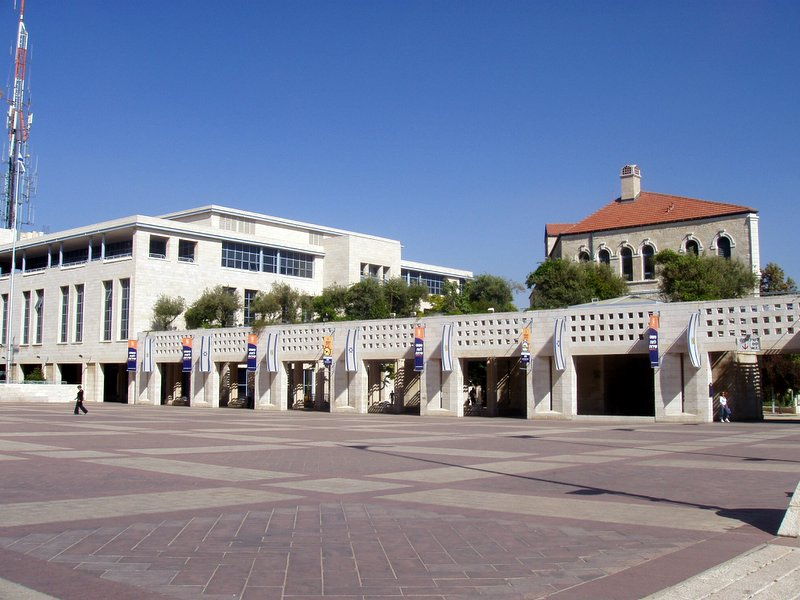
الساحة الرئيسية بميدان الصفرة

تشكل مباني البلدية حول ميدان الصفرا مجمعا مثلثاً، بحيث يقابل الشمال الغربي / الجنوب الشرقي الممتد على شارع يافا، ويحده من الشرق شارع شيفتي يسرائيل («قضاة إسرائيل»). يقع المجمع على شكل إسفين في الطرف الشرقي من شارع يافا ويتجه نحو ميدان «تزحال» وأسوار البلدة القديمة. تم ترميم بعض المباني التاريخية للمجمع الروسي (المسكوبية) ودمجها في المجمع البلدي، في حين أن المباني الأخرى المتجمعة حول كاتدرائية المسكوبية تغلق المثلث من الشمال الغربي.

## التاريخ
تم بناء مبنى بلدية القدس التاريخي في فترة الانتداب البريطاني في عام 1930. اليوم يشكل الطرف الشرقي للمجمع. مع نمو المدينة، جنبًا إلى جنب مع الحاجة إلى تقديم خدمات أكثر حداثة وتنوعًا لسكان متناميين ومتنوعين، توسعت مكاتب حكومة المدينة أيضًا. تقرر أن هناك حاجة إلى مبنى واحد لإيواء الحكومة المحلية في القدس. بعد مداولات مطولة، تم اختيار الموقع الحالي، على الرغم من التحدي المتمثل في الحفاظ على عدد كبير من المباني التاريخية وذات الأهمية الثقافية التي تعود إلى القرن التاسع عشر، قبل احتلال فلسطين عام 1948.  
تم اختيار المهندس المعماري الكندي اليهودي جاك دايموند والشركة المعمارية الإسرائيلية كولكر وكولكر وإبستين لتصميم مشروع مجمع بلدية القدس الموحد، المكون من ثلاثة مبانٍ جديدة، ليتم دمجه مع عشرة مبانٍ قائمة لتشكيل متماسك موقع موحد.  تم الحفاظ على المباني العشرة القائمة وإعادة تأهيلها من أجل الاحتفاظ بالشعور بالطابع التاريخي للمدينة. بدأ البناء في عام 1988 وافتتح المجمع في عام 1993. 

## الديكور والفن العام

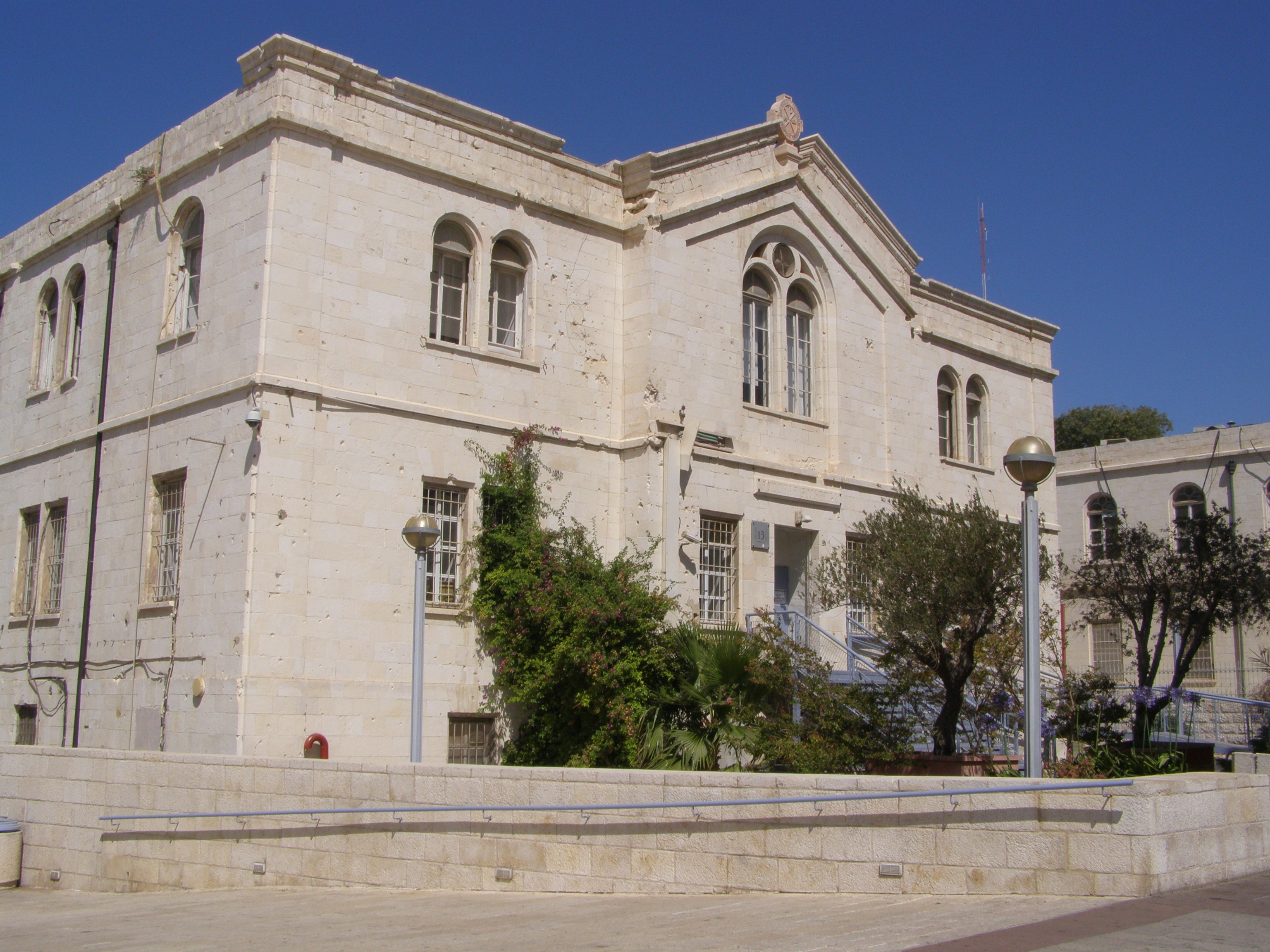
المستشفى الروسي القديم ، أحد المباني البارزة التي تم دمجها في المجمع

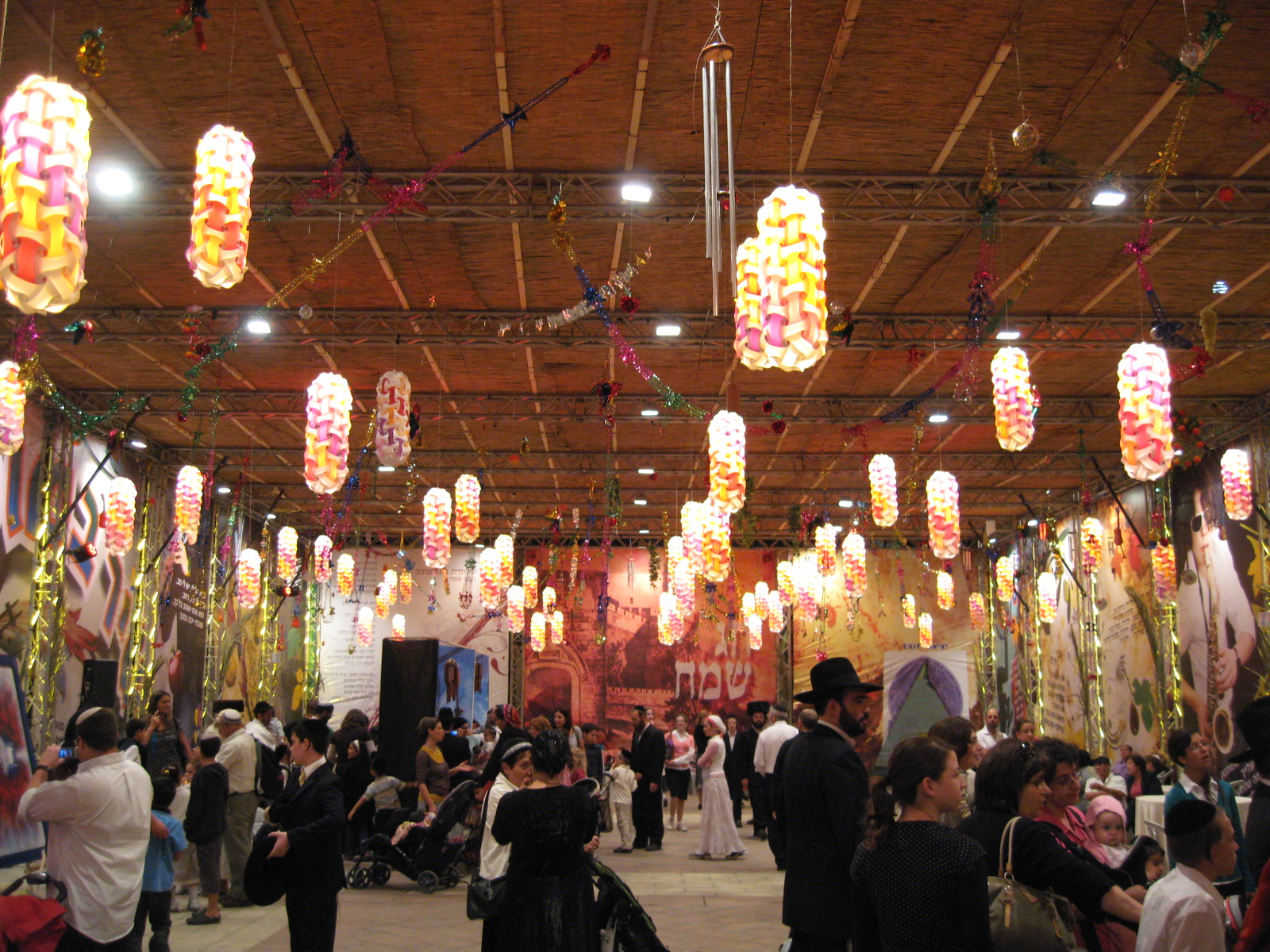
السكة العامة بميدان الصفرا 2009

## روابط خارجية
- ساحة الصفرا في الموقع الرسمي لبلدية القدس.